# Мария Каролина Австрийска (1801 – 1832)
Мария Каролина Фердинанда Австрийска (на немски: Karoline Ferdinande von Österreich (Maria Karolina Ferdinande Theresia Josephine Demetria); * 8 април 1801, Виена; † 22 май 1832, Дрезден) от фамилията Хабсбург-Лотаринги, е ерцхерцогиня на Австрия и чрез женитба принцеса на Саксония.

## Живот
Дъщеря е на император Франц II и втората му съпруга Мария-Тереза Бурбон-Неаполитанска.
На 26 септември 1819 г. във Виена Мария Каролина се омъжва по доверие (per procurationem), а на 7 октомври 1819 г. в Дрезден 
и лично (in persona), за саксонския принц Фридрих Август (1797 – 1854) от фамилията на Албертинските Ветини, който е племенник на саксонския крал и през 1836 г. става трети крал на Саксония. Бракът е бездетен.
Мария Каролина умира на 22 май 1832 г. на 31 години и е погребана в католическата дворцова църква в Дрезден. След една година нейният съпруг се жени за принцеса Мария Анна Леополдина Баварска.
- Портрети на ерцхерцогиня Мария Каролина Фердинанда Австрийска